# Monoxenus elevatus
Monoxenus elevatus är en skalbaggsart som först beskrevs av Aurivillius 1928.  Monoxenus elevatus ingår i släktet Monoxenus och familjen långhorningar.
Artens utbredningsområde är Kenya. Inga underarter finns listade i Catalogue of Life.